# W zamknięciu (film 2004)
W zamknięciu (niem. Gefangen) – niemiecki dramat filmowy z 2004 roku w reżyserii Jörga Andreasa. Film opowiada o mężczyźnie osadzonym w więzieniu, u którego rodzi się uczucie wobec innego więźnia. Obraz zawiera bardzo dużo scen erotycznych. Zdjęcia kręcono w Berlinie oraz w zakładzie karnym w Neustrelitz (Meklemburgia-Pomorze Przednie).